# Powiedz tak
Powiedz tak (ang. The Wedding Planner) – amerykańska komedia romantyczna z 2001 roku w reżyserii Adama Shankmana.

## Fabuła
Mary Fiore jest specjalistką od organizowania ślubów. W prywatnym życiu spotykają ją jednak same porażki. Pewnego dnia spod kontenera na śmieci ratuje ją przystojny doktor Steve Edison. Oboje zakochują się w sobie. Mary organizuje kolejny ślub, nie wiedząc, że pan młody, któremu organizuje ślub to Steve. Francine (narzeczona Steve'a) mówi mu, że nie chce wychodzić za mąż. Steve wysyła ją w podróż poślubną i jedzie szukać Mary, która miała w tym samym czasie wyjść za Massima.

## Obsada
- Jennifer Lopez jako Maria „Mary” Fiore
- Matthew McConaughey jako Dr Steven James „Steve/Eddie” Edison
- Bridgette Wilson Sampras jako Francine Donolly
- Justin Chambers jako Massimo
- Kevin Pollak jako Dr John Dojny
- Kathy Najimy jako Geri
- Lou Myers jako Burt Weinberg
- Frances Bay jako Dottie
- Cortney Shounia jako Mary Fiore (7-letnia)
- Philip Pavel jako Benton
- Fabiana Udenio jako Anna Bosco
- Natalie Jaroszyk jako Płacząca panna młoda
- F. William Parker jako Pan Bartlett
- Caisha Williams jako Nieśmiała druhna
- Dan Finnerty jako Tom
- Bree Turner jako Tracy Bartlett
- Natalia Safran jako Płacząca panna młoda